# Хакухо Сё
Хакухо Сё (яп. 白鵬 翔), или Хакухо (Белый Феникс), имя при рождении Мунхбатын Давааджаргал (монг. Мөнхбатын Даваажаргал), в 2019 году сменил официальное имя на свою сикону), род. 11 марта 1985 года в Улан-Баторе, Монголия — бывший японский профессиональный борец сумо монгольского происхождения, 69-й ёкодзуна в истории.
Рекордсмен по многим показателям, в том числе по количеству выигранных в макуути турниров (45). Получил высшее звание 30 мая 2007 года в возрасте 22 лет. Хакухо — второй монгол и четвёртый иностранец, ставший ёкодзуной. Объявил о завершении карьеры 27 сентября 2021 года. С 2022 по 2024 год возглавлял хэя Миягино, которая была закрыта сперва временно (в марте 2024), а затем окончательно (в июне 2025 года); одновременно с этим Хакухо покинул Японскую ассоциацию сумо.

## Биография
Родился в столице Монголии, Улан-Баторе. Хакухо — пятый, младший ребёнок в семье, второй сын знаменитого монгольского борца Жигжидийна Мунхбата, чемпиона страны («аварга») по борьбе национального стиля, серебряного призёра летних Олимпийских игр 1968 года по вольной борьбе.
В детстве Давааджаргал занимался бегом и баскетболом, так как его отец хотел, чтобы сын попробовал другие, неборцовские виды спорта. Однако позже Хакухо увлёкся сумо, и его часто видели читающим спортивные журналы по этому виду борьбы.

### Карьера в сумо

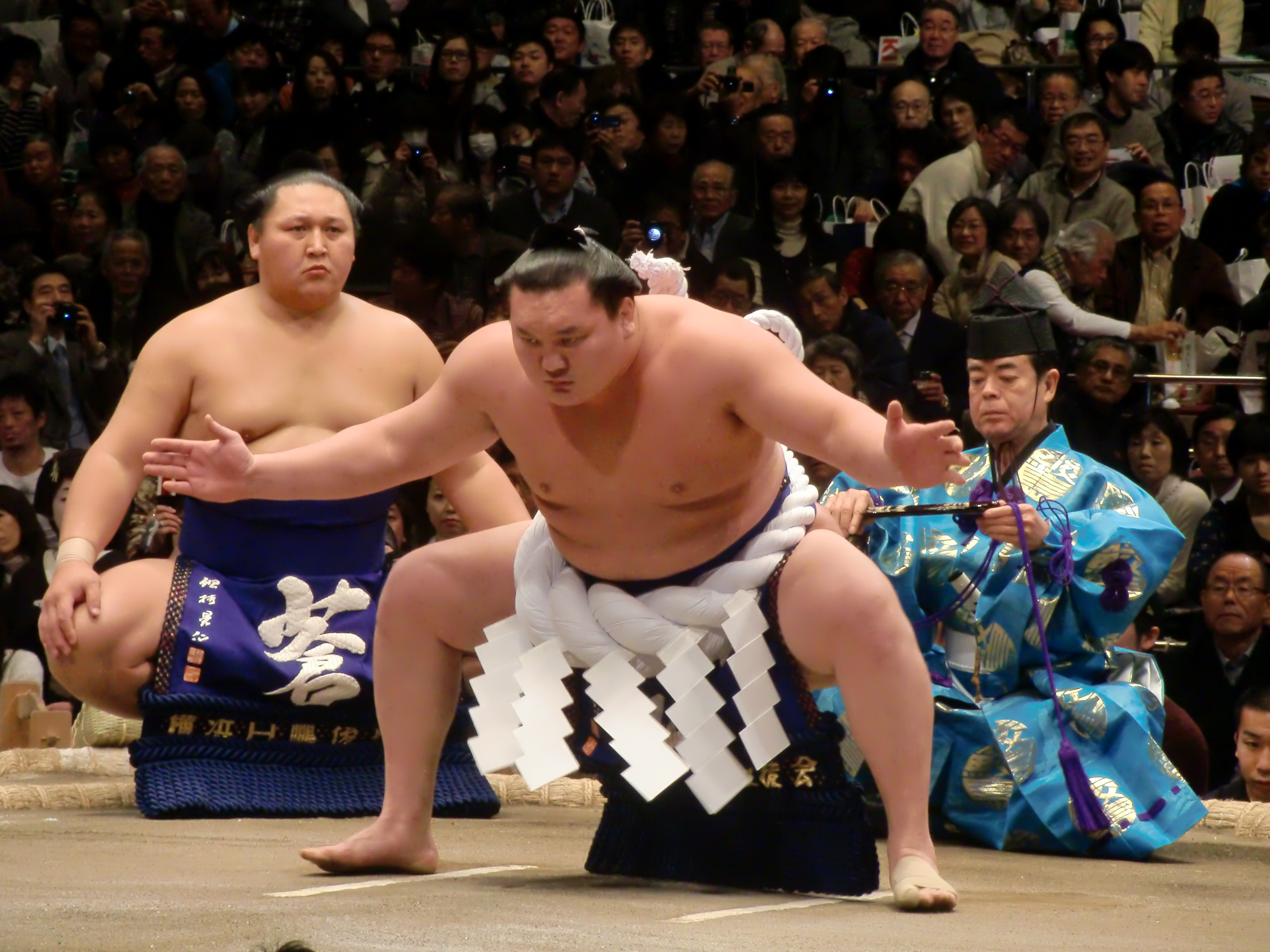
Хакухо демонстрирует стиль сирануи;
2012 год

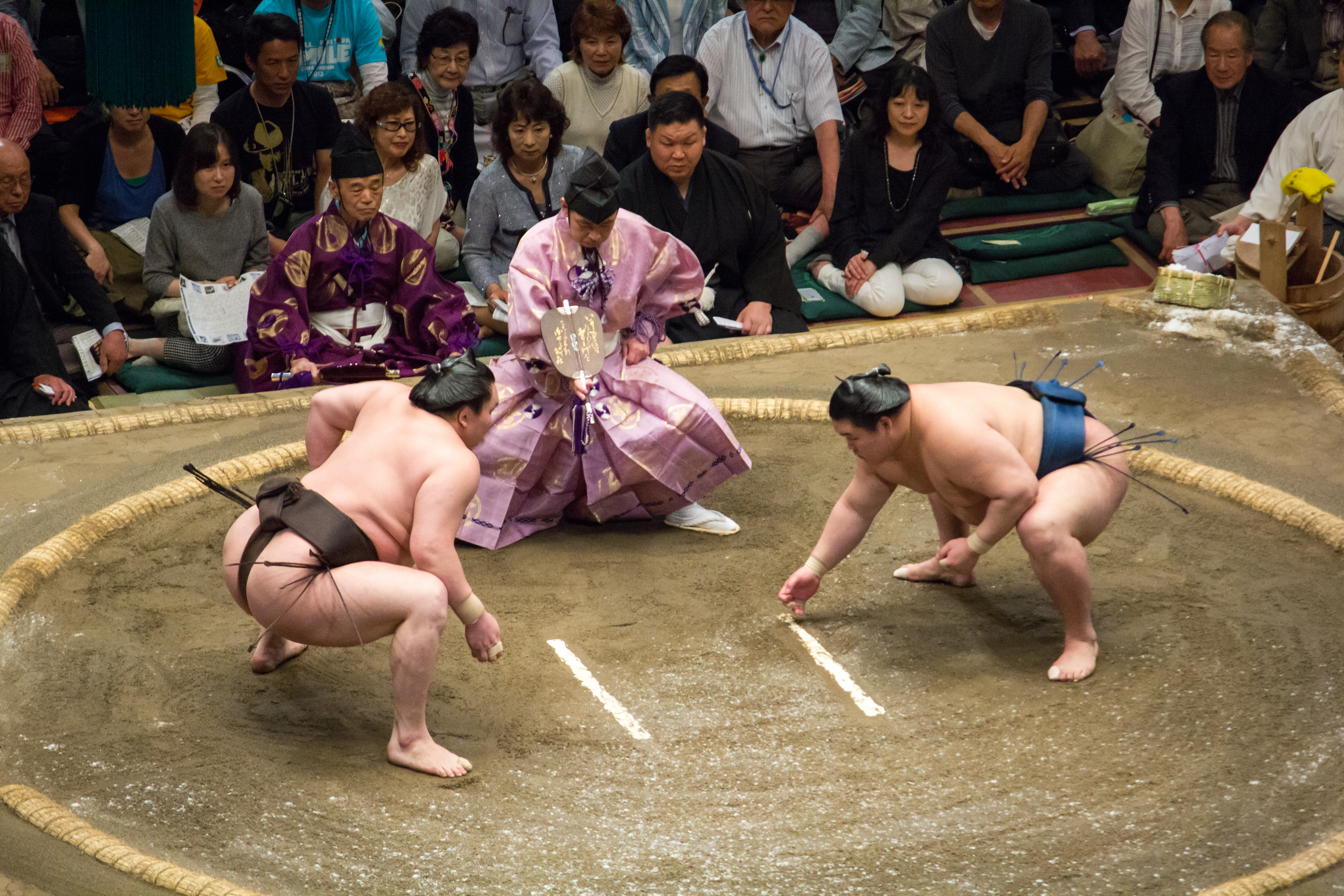
На басё против Гоэйдо Готаро;
2014 год

Впервые Хакухо попал в Японию в октябре 2000 года, в возрасте 15 лет. Его и группу молодых борцов пригласил монгольский сумоист Кёкусюдзан Нобору. Юноша был представлен различным школам сумо — хэям. Давааджаргал был весьма тощим (на тот момент он весил 62 кг) и долговязым, поэтому тренеры, несмотря на лучшие рекомендации, не обращали на него внимания. В последний день своего двухмесячного пребывания в Японии его по личной просьбе учителя Кёкусюдзана взял к себе глава школы Миягино. 24 декабря 2000 года он получил борцовский псевдоним — сикону Хакухо (Хаку означает «белый», Хо — птицу Пэн (Феникс) из древнекитайской мифологии). Сикона Хакухо подражает сиконе 48-го ёкодзуны Тайхо Коки, которая означает «Великий Феникс».
Хакухо дебютировал на профессиональном уровне в мартовском турнире Хару басё в Осаке в 2001 году в ранге новичка — маэдзумо. К сентябрьскому турниру 2001 года Аки басё в Токио он поднялся из лиги дзёнокути в дзёнидан. В мартовском Хару Басё 2002 года уже выступает в лиге сандаммэ, а ещё через год в марте 2003 года дебютирует в лиге макусита. Несмотря на отсутствие большого опыта борьбы, Хакухо уверенно прогрессирует и проходит лигу макусита за пять турниров, поднявшись в дзюрё в январе 2004 года на турнире Хацу басё в Токио. Дзюрë он преодолевает за два турнира.
В мае 2004 года Хакухо переходит в высшую лигу сумо — макуути. Первый турнир высшего дивизиона он начинает в ранге маэгасира #16 востока со счёта 12-3 и удостаивается специального приза за боевой дух — Канто-сё. В ноябре того же года в турнире Кюсю басё в Фукуоке он выступает уже в ранге маэгасира #1 запада со счётом 12-3, получив специальный приз Сюкун-сё за выдающееся выступление и золотую звезду Кимбоси за победу над ёкодзуной Асасёрю.
В январе 2005 получает ранг комусуби и уже в марте ранг сэкивакэ. В июле того же года в турнире Нагоя басё в Нагоя получает травму и заканчивает выступление со счётом 6-3-6, взяв отпуск — Дзен-Кю.
В 2006 году, одержав на трёх турнирах подряд 35 побед в 45 поединках, Хакухо получил звание одзэки и стал четвёртым самым молодым борцом, достигшим этого звания в современной истории сумо. В майском Нацу басё со счётом 14-1 получил свой первый Императорский кубок.

#### Ёкодзуна
Неудачно выступив в сентябрьском Аки басё и пропустив ноябрьский Кюсю басё в 2006 году, он оказался в шаге от понижения ранга — кадобан. Однако затем он выиграл два турнира подряд: мартовский со счётом 13-2 и майский с абсолютным счётом 15-0 (дзэнсё) и получил ранг ёкодзуны (69-й) к июльскому турниру 2007 года. Через шесть лет после начала борцовской карьеры в возрасте 22 лет он стал одним из самых молодых ëкодзун.
В 2009 году он установил уникальное достижение — добился 86 побед в 90 регулярных турнирных поединках года. Однако исключительно высокая конкуренция и неудачи в дополнительных поединках (суперфиналах) привели к тому, что при таком феноменальном счёте побед и результатах не хуже 14-1 Хакухо победил только на 3 из 6 басё, причём все они были вне Токио. Всего четыре поражения в году стоили ему трёх Императорских кубков.
В январе 2010 года Хакухо начал серию беспроигрышных поединков, по итогам сентябрьского басё дошедшую до 63-х (серию прервал Кисэносато). Четыре басё были закончены с исключительным результатом «все победы» (дзэнсё). Бо́льшую серию последний раз выдавал победитель 12 басё, легендарный ёкодзуна Футабаяма — 69. В феврале этого же года закончил выступления основной соперник Хакухо — Асасёрю, а в июле был уволен одзэки Котомицуки. 21 декабря 2010 года Хакухо был удостоен высшей спортивной награды Японии. Премию вручил премьер-министр Наото Кан.
В марте 2013 года Хакухо в девятый раз выиграл турнир со счётом 15-0 и стал обладателем рекорда по числу побед на турнирах с абсолютным результатом (дзэнсё), обойдя по этому показателю Футабаяму и Тайхо. В связи с этим достижением комитет по выборам ёкодзун назвал Хакухо великим ёкодзуной.
23 января 2015 года, в 13-й день Хацу басё, одержал 13-ю победу над Кисэносато и досрочно выиграл турнир, став таким образом новым рекордсменом по числу выигранных турниров, обойдя Тайхо. Свою победу Хакухо праздновал до 7 часов утра, в связи с чем опоздал на один час на пресс-конференцию, назначенную на следующий день, за что получил критику в свой адрес. В мае 2016 года он побил свой же рекорд, выиграв 37-й турнир.
В 2016 году впервые за последние 10 лет Хакухо не стал первым по количеству побед за год, одержав лишь 62 победы (против 69 у Кисэносато). В основном это произошло из-за схода на сентябрьском турнире по причине травмы. Также в 2016 году Хакухо смог выиграть только два турнира, что также является его худшим результатом с 2012 года.
В начале 2017 года на январском турнире Хакухо финишировал лишь третьим. Это первый случай, когда, будучи уже ёкодзуной, Хакухо не смог выиграть 4 турнира подряд. На майском турнире, проиграв три из пяти первых схваток, Хакухо снялся с турнира из-за травмы. Однако следующий турнир Нацу Басё он выиграл с блестящим результатом (дзэнсё) 15-0. На июльский турнир Хакухо выходил, имея возможность побить два рекорда. Ему нужно было одержать 9 побед, чтобы сравняться с Тиёнофудзи по количеству побед (1045 побед) и 11 побед, чтобы сравняться с лучшим рекордом за всю историю — 1047 побед, принадлежавшим Кайо. На этом турнире не участвовали два ёкодзуны (Какурю и Кисэносато) и одзэки Тэрунофудзи, что несколько упрощало задачу. Побив эти два рекорда, Хакухо сказал в интервью, что он не будет останавливаться на этом и планирует установить рекорд в 1000 побед в макуути. Сентябрьский турнир 2017 года пропустил из-за травмы колена. В октябре того же года заявил, что хотел бы выступать до летних олимпийских игр 2020 года, которые пройдут в Токио.
В 2018 году Хакухо впервые с 2006 года выиграл лишь один турнир, два турнира сезона он пропустил полностью, а с двух других снялся досрочно. Совет по обсуждению ëкодзун раскритиковал Хакухо после январского турнира 2018 года за то, что он использовал пощёчины и вёл локтем в Тати-Ай, эти приёмы они посчитали ниже достоинства ëкодзуны.
В апреле 2019 года Хакухо был наказан Советом директоров Ассоциации сумо за неподобающее поведение в последний день мартовского турнира, когда он призвал зрителей хлопать в ладоши, не дожидаясь официальных церемоний закрытия басё. Хакухо получил «кэнсэки» (наставление на будущее), а его тренеру в течение трёх месяцев была на 10 % снижена зарплата. В майском басё 2019 года Хакухо не участвовал, а с сентябрьского снялся после первой схватки, проигранной Хокутофудзи. Ноябрьский турнир Хакухо выиграл.
В 2020 году Хакухо снова выиграл лишь один турнир (в марте, с результатом 12-3). С остальных турниров в этом году он снимался до их окончания или вовсе не участвовал в них. Частые пропуски турниров вызвали неудовольствие Комитета по делам ёкодзун, вынесшего Хакухо (а также Какурю) предупреждение после ноябрьского басё. Это первый случай вынесения предупреждения ёкодзунам. Комитет может выносить ёкодзунам «воодушевление», «предупреждение» и обязательную к исполнению «рекомендацию выйти в отставку».
5 января 2021 года, за несколько дней до начала январского турнира, ассоциация сумо сообщила о положительном тесте на COVID-19 у Хакухо. Спортсмен сообщил об отсутствии вкуса и обоняния. Январский турнир Хакухо пропустил.
На мартовском турнире 2021 года Хакухо выиграл две первых схватки, но затем снова снялся по причине износа суставного хряща и необходимости операции. Его тренер, ояката Миягино (бывший маэгасира Тикубаяма Масакуни) заявил, что Хакухо пропустит майский турнир, а по результатам своего выступления в июле примет решение, продолжать ли ему карьеру. Комитет по делам ёкодзун, собравшись после мартовского басё, также решил отложить решение до июля. В июле Хакухо выступил отлично. До последнего дня турнира Хакухо и одзэки Тэрунофудзи, получивший после этого басё титул ёкодзуны, шли без поражений. 18 июля 2021 года в последней схватке на турнире и в своей карьере Хакухо победил Тэрунофудзи, добившись, таким образом, 45-й победы на басё (16-й с абсолютным результатом 15-0). После этого предупреждение было снято, но Хакухо подвергся критике за «неприглядное поведение» во время басё.

### Отставка
В сентябре 2021 года, после турнира, который Хакухо пропустил из-за выявленного случая коронавируса в его хэя, объявил об отставке. 30 сентября отставка была формально утверждена Советом директоров. Хакухо получил тренерскую лицензию Магаки, а также подписал обязательство «слушаться указаний председателя Совета директоров и более опытных тренеров-наставников», «добросовестно выполнять порученную ему работу», «соблюдать принципы и правила поведения, принятые в Ассоциации сумо». Он планировал работать младшим тренером в своей хэя Миягино, а в дальнейшем открыть собственную школу.

### После отставки
В июле 2022 года Хакухо и Тикубаяма обменялись лицензиями, после чего Хакухо возглавил школу Миягино (Тикубаяма, которому в августе исполняется 65 лет, теряет после этого право быть главой школы).
28 января 2023 года состоялась церемония завершения карьеры Хакухо (дампацу-сики), в ходе которой был ритуально сострижен пучок волос на его голове. В церемонии приняли участие бывшие премьер-министры Японии Юкио Хатояма и Ёсиро Мори, актёр Стивен Сигал, завершивший карьеру в 2017 году ёкодзуна Харумафудзи.
В феврале 2024 года дисциплинарная комиссия Ассоциации сумо установила, что один из борцов школы Миягино Хокусэйхо, который с 6 лет находился под опекой Хакухо, в течение полутора лет неоднократно издевался над своими одноклубниками, подвергая их насилию и унижениям как за плохое исполнение хозяйственных обязанностей, так и просто от скуки. В результате разбирательства Совет директоров постановил понизить Хакухо, не принявшего меры против издевательств, до низшей ступени в иерархии ассоциации, сократить его зарплату на 20 процентов на три месяца, а также временно отстранить от руководства хэя. Хокусэйхо, признавший свою вину, завершил после этого карьеру в сумо. На мартовском басё школу возглавлял ояката Тамагаки. После его окончания Совет директоров временно закрыл школу Миягино, а Хакухо и борцы были переведены в хэя Исэгахама, которую на тот момент возглавлял 63-й ёкодзуна Асахифудзи. Срок, на который закрыта Миягино-бэя, не был определён.
Впоследствии вопрос о повторном открытии школы поднимался несколько раз. В апреле 2025 года японские СМИ сообщили о том, что по слухам Хакухо планирует покинуть Японскую ассоциацию сумо После майского турнира 2025 года Совет директоров ЯАС не согласился на открытие школы Миягино, приняв во внимание негативный отзыв Асахифудзи о Хакухо. Ситуацию усугубляла и предстоящая смена наставника (ояката) хэя Исэгахама — Асахифудзи, которому в 2025 году исполнилось 65 лет, должен был сменить его ученик, бывший ёкодзуна Тэрунофудзи, чьи отношения с Хакухо характеризовались как напряженные. Председатель Совета директоров Японской ассоциации сумо Хаккаку Нобуёси и бывший одзэки Кайо предложили Хакухо и его борцам перейти под временное управления хэя Асакаяма (которую возглавляет Кайо). От отставки Хакухо отговаривал и Асахифудзи. Однако Хакухо не согласился на предложенные условия.
2 июня 2025 года Совет директоров ЯАС окончательно утвердил закрытие с 9 июня 2025 года школы Миягино и отставку Хакухо с позиции старейшины (тосиёри) Ассоциации. На пресс-конференции Хакухо сообщил о намерении развивать проект «World Sumo Grand Slam».

## Рекорды
По состоянию на конец карьеры (сентябрь 2021 года) Хакухо принадлежат следующие рекорды в сумо:
- 45 выигранных турниров в высшем дивизионе макуути (предыдущий рекордсмен — Тайхо, 32 победы)
- 1093 выигранных схватки в макуути (предыдущий рекордсмен — Кайо, 879 побед)
- 1187 выигранных схваток за карьеру (предыдущий рекордсмен — Кайо, 1047 побед)
- 86 схваток, выигранных в течение года (2009, 2010, без учёта дополнительных схваток)
- 16 турниров, выигранных с абсолютным результатом (дзэнсё, 15-0; предыдущие рекордсмены — Футабаяма и Тайхо, по 8 турниров)
- 7 выигранных басё подряд (март 2010 — май 2011, делит рекорд с Асасёрю).
- 84 турнира в ранге ёкодзуны (предыдущий рекордсмен — Китаноуми, 63 турнира).

## Стиль борьбы
Предпочитал борьбу с захватами, бросками и теснением. Он был не особенно быстр и подвижен, но очень устойчив и упорен в силовой борьбе. По этой причине соперники старались победить его не силой, а быстротой, ловкостью и техникой (типичный пример — поединки с Харумафудзи).
Выступая после майского турнира 2016 года, он сказал: «Я не знаю почему, но когда я выхожу на ринг, я превращаюсь в другого Хакухо. Я думаю, существуют два Хакухо. Я вежливей, когда я не нахожусь в ринге».

## Личная жизнь
В феврале 2007 года, после трёх лет отношений, женился на японке Саёко Вада, тогда 22-летней студентке университета и модели. Свадебная церемония состоялась в храме Мэйдзи. Пара воспитывает трёх дочерей и сына.
В 2019 году Хакухо с сожалением отказался от монгольского гражданства, чтобы получить возможность стать ояката (тренером) после окончания карьеры (ояката может быть только японским подданным). В сентябре 2019 года Хакухо получил японское подданство, сменив официальное имя на свою сикону.

## Результаты
| Год в сумо | Январь Хацу басё, Токио                           | Март Хару басё, Осака                            | Май Нацу басё, Токио                              | Июль Нагоя басё, Нагоя    | Сентябрь Аки басё, Токио                          | Ноябрь Кюсю басё, Фукуока                         |
| --- | ------------------------------------------------- | ------------------------------------------------ | ------------------------------------------------- | ------------------------- | ------------------------------------------------- | ------------------------------------------------- |
| 2001 | x                                                 | (Маэдзумо)                                       | Дзёнокути #16 востока 3–4                         | Дзёнокути #18 востока 5–2 | Дзёнидан #97 востока 5–2                          | Дзёнидан #55 востока 4–3                          |
| 2002 | Дзёнидан #33 востока 5–2                          | Сандаммэ #98 востока 6–1                         | Сандаммэ #38 востока 4–3                          | Сандаммэ #23 запада 3–4   | Сандаммэ #44 запада 4–3                           | Сандаммэ #28 запада 4–3                           |
| 2003 | Сандаммэ #16 востока 5–2                          | Макусита #54 запада 4–3                          | Макусита #44 запада 5–2                           | Макусита #30 востока 4–3  | Макусита #23 востока 6–1                          | Макусита #9 востока 6–1                           |
| 2004 | Дзюрё #12 востока 9–6                             | Дзюрё #8 запада 12–3–P                           | Маэгасира #16 востока 12–3 Д                      | Маэгасира #8 востока 11–4 | Маэгасира #3 востока 8–7                          | Маэгасира #1 запада 12–3 В★                       |
| 2005 | Комусуби запада 11–4 Т                            | Сэкивакэ запада 8–7                              | Сэкивакэ востока 9–6                              | Сэкивакэ востока 6–3–6    | Маэгасира #1 запада 9–6                           | Комусуби запада 9–6                               |
| 2006 | Сэкивакэ запада 13–2 В                            | Сэкивакэ востока 13–2–P ВТ                       | Одзэки запада 14–1–P                              | Одзэки востока 13–2       | Одзэки востока 8–7                                | Пропустил из-за травмы 0–0–15                     |
| 2007 | Одзэки запада 10–5                                | Одзэки запада 13–2–P                             | Одзэки востока 15–0                               | Ёкодзуна запада 11–4      | Ёкодзуна запада 13–2                              | Ёкодзуна востока 12–3                             |
| 2008 | Ёкодзуна востока 14–1                             | Ёкодзуна востока 12–3                            | Ёкодзуна запада 11–4                              | Ёкодзуна запада 15–0      | Ёкодзуна востока 14–1                             | Ёкодзуна востока 13–2–P                           |
| 2009 | Ёкодзуна востока 14–1–P                           | Ёкодзуна запада 15–0                             | Ёкодзуна востока 14–1–P                           | Ёкодзуна востока 14–1     | Ёкодзуна востока 14–1–P                           | Ёкодзуна запада 15–0                              |
| 2010 | Ёкодзуна востока 12–3                             | Ёкодзуна востока 15–0                            | Ёкодзуна востока 15–0                             | Ёкодзуна востока 15–0     | Ёкодзуна востока 15–0                             | Ёкодзуна востока 14–1–P                           |
| 2011 | Ёкодзуна востока 14–1                             | Отмена басё 0–0–15                               | Ёкодзуна востока 13–2                             | Ёкодзуна востока 12–3     | Ёкодзуна востока 13–2                             | Ёкодзуна востока 14–1                             |
| 2012 | Ёкодзуна востока 12–3                             | Ёкодзуна востока 13–2–P                          | Ёкодзуна востока 10–5                             | Ёкодзуна востока 14–1     | Ёкодзуна востока 13–2                             | Ёкодзуна востока 14–1                             |
| 2013 | Ёкодзуна востока 12–3                             | Ёкодзуна запада 15–0                             | Ёкодзуна востока 15–0                             | Ёкодзуна востока 13–2     | Ёкодзуна востока 14–1                             | Ёкодзуна востока 13–2                             |
| 2014 | Ёкодзуна запада 14–1–P                            | Ёкодзуна востока 12–3                            | Ёкодзуна востока 14–1                             | Ёкодзуна востока 13–2     | Ёкодзуна востока 14–1                             | Ёкодзуна востока 14–1                             |
| 2015 | Ёкодзуна востока 15–0                             | Ёкодзуна востока 14–1                            | Ёкодзуна востока 11–4                             | Ёкодзуна востока 14–1     | Ёкодзуна востока 0–3–12                           | Ёкодзуна #1 запада 12–3                           |
| 2016 | Ёкодзуна #1 запада 12–3                           | Ёкодзуна #1 запада 14–1                          | Ёкодзуна #1 востока 15–0                          | Ёкодзуна #1 востока 10–5  | Ёкодзуна #1 запада Пропустил из-за травмы 0–0–15  | Ёкодзуна #2 востока 11–4                          |
| 2017 | Ёкодзуна #2 востока 11–4                          | Ёкодзуна #1 востока 2–3–10                       | Ёкодзуна #2 запада 15–0                           | Ёкодзуна #1 востока 14–1  | Ёкодзуна #1 востока Пропустил из-за травмы 0–0–15 | Ёкодзуна #1 запада 14–1                           |
| 2018 | Ёкодзуна #1 востока 2–3–10                        | Ёкодзуна #1 запада Пропустил из-за травмы 0–0–15 | Ёкодзуна #1 запада 11–4                           | Ёкодзуна #1 запада 3–1–11 | Ёкодзуна запада 15–0                              | Ёкодзуна #1 востока Пропустил из-за травмы 0–0–15 |
| 2019 | Ёкодзуна запада 10–4–1                            | Ёкодзуна востока 15–0                            | Ёкодзуна востока Пропустил из-за травмы 0–0–15    | Ёкодзуна запада 12–3      | Ёкодзуна запада 0–2–13                            | Ёкодзуна #1 запада 14–1                           |
| 2020 | Ёкодзуна востока 1–3–11                           | Ёкодзуна востока 13–2                            | Отмена басё 0–0–15                                | Ёкодзуна востока 10–3–2   | Ёкодзуна #1 востока Пропустил из-за травмы 0–0–15 | Ёкодзуна #1 востока Пропустил из-за травмы 0–0–15 |
| 2021 | Ёкодзуна #1 востока Пропустил из-за травмы 0–0–15 | Ёкодзуна #1 востока 2–1–12                       | Ёкодзуна #1 востока Пропустил из-за травмы 0–0–15 | Ёкодзуна #1 востока 15–0  | Ёкодзуна #1 востока Пропустил из-за травмы 0–0–15 | Отставка –                                        |
| Результат приведен как победил-проиграл-снялся Победа Малый кубок Отставка Не выступал в макуути Специальные призы: Д=За боевой дух (Канто-сё); В=За выдающееся выступление (Сюкун-сё); Т=За техническое совершество (Гино-сё) Ещё показаны: ★=Кимбоси; P=Участие в дополнительном финале Лиги: Макуути — Дзюрё — Макусита — Сандаммэ — Дзёнидан — Дзёнокути Ранги макуути: Ёкодзуна — Одзэки — Сэкивакэ — Комусуби — Маэгасира |                                                   |                                                  |                                                   |                           |                                                   |                                                   |

## Награды
В мае 2005 за спортивные заслуги был награждён монгольским орденом Полярной звезды.